# Milena Raičević
Milena Raičević; z d. Knežević (ur. 12 marca 1990 w Titogradzie), czarnogórska piłkarka ręczna, reprezentantka kraju grająca na pozycji rozgrywającej. Wicemistrzyni olimpijska 2012. Mistrzyni Europy 2012.
Obecnie występuje w Budućnost Podgorica.

## Życie prywatne
21 czerwca 2015 wyszła za mąż, za Marko Raičevicia.

## Sukcesy

### reprezentacyjne
Igrzyska Olimpijskie:
- 2012

Mistrzostwa Europy:
- 2012

### klubowe
Mistrzostwa Czarnogóry:
- 2008, 2009, 2010, 2011, 2012, 2013, 2014, 2015

Puchar Czarnogóry:
- 2008, 2009, 2010, 2011, 2012, 2013, 2014, 2015

Liga Mistrzyń:
- 2012, 2015
- 2014

Liga Regionalna:
- 2010, 2011, 2012, 2013, 2014, 2015

Puchar Zdobywców Pucharów:
- 2010